# Пчела (село)
 Тази статия е за селото в Югоизточна България.  За насекомите вижте Пчела.  
Пчела е село в Югоизточна България. То се намира в община Елхово, област Ямбол.

## География
Намира се на 10 км западно от гр. Елхово и на 45 км от областния град – Ямбол. През селото протича р. Калница, която се влива в р. Тунджа. Селото граничи със землищата на ямболските села Изгрев и Малък Манастир и със землището на село Синапово, община Тополовград.
В землището на селото има два изкуствени водоизточника – язовири.
В землището на селото има общо три надгробни тракийски могили, които са обект на редица иманярски набези.

## История
Старото име на селото е Исебеглий. Местоположението на селото е променяно на два пъти, поради чумните епидемии в края на XVIII век.
Има изградена паметна плоча с изписаните имена на всички загинали във войните българи родом от село Пчела. Същата плоча е поставена върху сградата на кметството в селото.

## Културни и природни забележителности
В селото има действащ православен храм (черква). Освен него има малък параклис, намиращ се на 1 км западно от селото, наричан „Тикето“, където ежегодно се обричат животни и се колят курбани за здраве на населението. Съборът в тази местност се провежда на първи ноември всяка година.

## Редовни събития
- Съборът на селото е на 24 май – деня на българската писменост и култура.

## Други
- 7 магазина
- 1 кафене